# حريش متغضن
حريش متغضن (الاسم العلمي:Bothropolys rugosus) هو نوع من المفصليات يتبع جنس الحريش المتعدد النقر من الفصيلة الحريشية المتعدد النقر.